# 로마네스크 미술

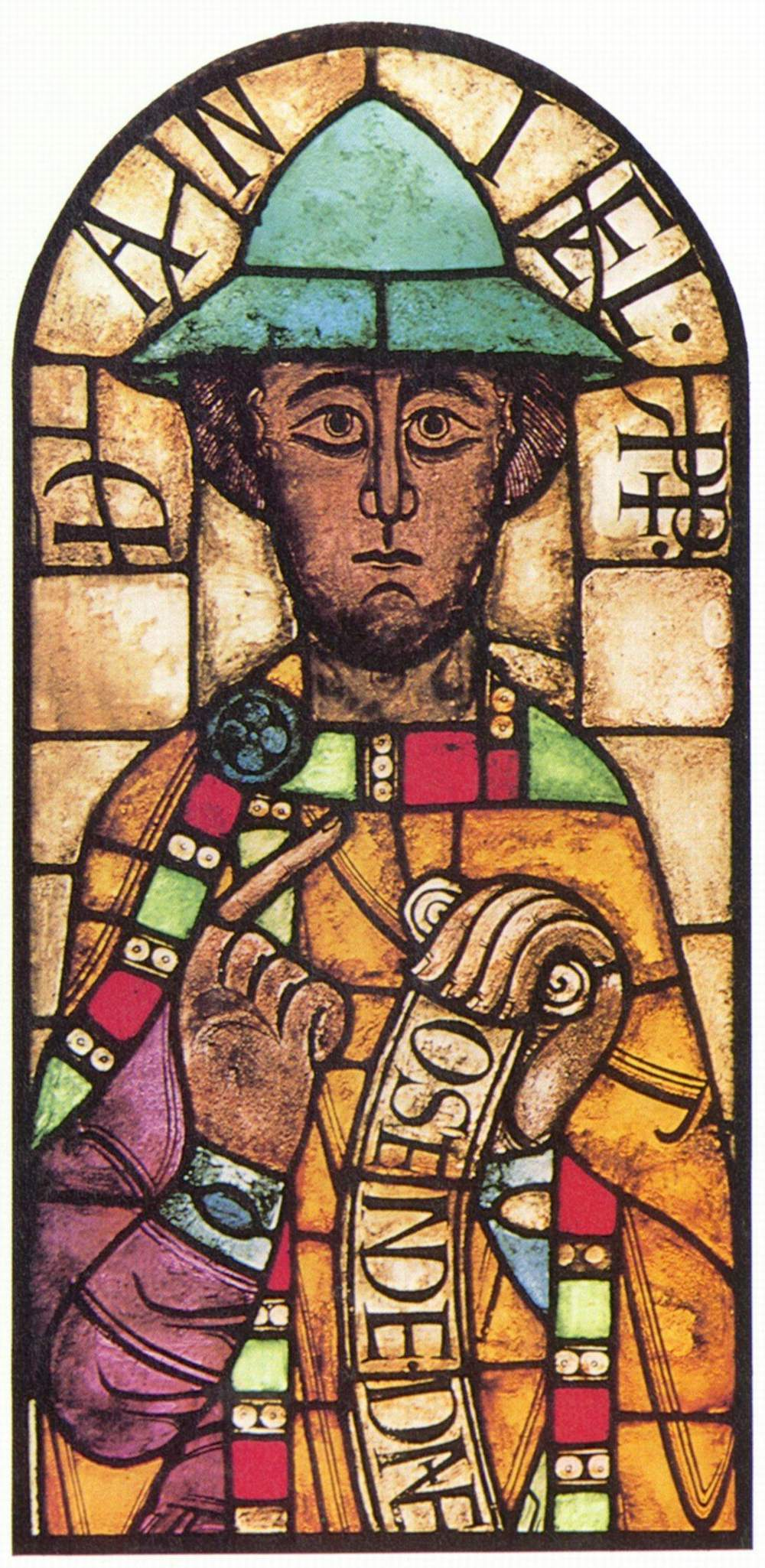
스테인드글라스

로마네스크 미술(Romanesque art)은 지역에 따라 다를 수 있으나 기원후 약 1,000년부터  고딕 양식이 13세기 이후에 나타날 때까지의 서유럽의 미술을 가리킨다.

## 개요
10세기부터 12세기(지역에 따라서는 13세기 전반까지)경까지를 로마네스크 시대라 부르며, 11세기에서 12세기 초에 걸쳐 그 전성기를 이루었다. 로마네스크란 원래 건축사상의 용어였다. 두꺼운 석조의 벽체(壁體), 아치, 돔을 가진 건축에 끼친 고대로마의 영향을 크게 받아서 로마네스크(로마풍)라는 호칭을 붙였으나, 그 후 개념의 변화가 생겨 고대 로마의 전통을 가미하고 에스파냐를 거쳐 전해진 사라센 양식(樣式)이나, 활발해진 수도원 상호간의 교류, 십자군, 성지 순례 등을 통하여 전래된 동방 여러 지역의 양식 또는 카롤링거 양식, 비잔틴 양식 등이 상호 영향을 주고받으며 생겨난 중세 중기의 양식을 가리키게 되었다.

## 특징
광대한 프랑크제국이 분열되고, 노르만인, 사라센인 등의 거듭되는 침입으로 서유럽에 혼란과 공백(空白)이 계속되는 사이에 각지의 봉건제후(封建諸侯)는 세력을 넓혔고, 중앙집권제는 붕괴되었다. 미술활동도 궁정 중심의 전유럽적인 것을 상실하고, 각지에서 부흥한 수도원을 단위로 해서 창조되는 것으로 성격이 바뀌었다. 따라서 저마다 지방양식이 로마네스크 미술의 특징의 하나가 되게 되었다. 그러나 다양한 지방양식에도 불구하고 일괄된 공통성을 부여해 주고 있는 것은 서유럽에 착실하게 뿌리를 박아가는 기독교 신앙이다. 권위의 상징이었던 종교미술은 수도사의 손으로 구현되어 점차 그림을 통한 교의 해설, 즉 '그림으로 보는 성서'로서의 성격을 나타내게 된다. 그것은 신앙의 대중화(大衆化)로의 과정이기도 하였다. 이렇게 하여 각지의 작은 마을에서는 성상(聖像)으로 꾸미고 가꾼 교회가 세워졌다.

## 로마네스크 조각
로마네스크의 조각은 교회 건축의 일부를 이루는 주두(柱頭)나 팀펀(입구 상부의 아치를 막는 반원형의 석판), 또는 입구의 옆쪽과 제실의 외벽(外壁) 등의 공간을 메우고 있는 조각 가운데 가장 잘 대표되어 있다. 순수하게 추상적 요소에 의해 지배되는 일이 많은 건축 자체는, 라인 연안을 주로 하는 북부 지방에서도 독자적인 발전을 찾아볼 수 있었으나, 구체적인 형체를 추구하는 조각에서는 3차원적 시각에 익숙하던 고전적 조형의 전통을 가진 남부 지방인 프랑스나 에스파냐가 전개의 중심지가 되었다. 특히 11세기 중엽 이후의 프랑스의 클뤼니 수도원에 속하는 일파의 활동 영향은, 중세조각의 양식 보급에 큰 역할을 하였다. 오턴, 베를레, 소류 등 클뤼니 파(派)의 사원은 오늘날 로마네스크 조각의 보고가 되어 있다. 신의 모습을 공공연히 표현하는 것은 종래의 기독교 미술 중에는 드문 일이었다. 그러나 문맹의 농민에 대한 포교 장소가 되어 있던 교회에서는 사람의 모습을 한 신이나 성서의 이야기가 도처에 표현되어 있다. 그것은 그리스, 로마의 신(神)들이 자연주의적인 의인상(擬人像)으로 표현되었던 것과 마찬가지로 정신적인 고전부흥이었다. 여기에도 동방적인 괴수나 괴인이 나온다. 구약 성서나 묵시록이 주제가 되는 것은 이즈음부터이며, 그런 주제는 계율이나 교의를 도해하는 데 없어서는 안 되는 것이었다. 이러한 장식조각은 어디까지나 건축의 일부로서, 건축의 기능에 의해 정해진 형체, 즉 일정한 형식에 따르지 않으면 안 되었다. 주두(柱頭)는 도립(倒立)된 각추대(角錐臺)이며, 팀펀은 반월형이다. 주제는 이 정해진 모양 내에서만 전개되었다. 이 때문에, 비사실적(非寫實的)인 형상의 왜곡된 표현도 행하여졌다. 그러나 무명(無名)의 조각가는 결코 그것을 부자연한 모양으로는 만들지 않았다. 오턴 본사원의 입구 상부에 있는 길다란 마구릿돌(楯石)에 조각된 <이브>는 일견 엎드려 사과를 따고 있다. 동일한 주두(柱頭)의 <마지의 각성>은, 세 사람의 마지의 부감도(府瞰圖)와 헤롯의 음모를 고하는, 측면시(側面視)된 천사가 교묘한 구성에 의해 대형(臺形) 속에 정리되어 있다. 베즐레의 팀펀에서는, 신의 모습은, 겨우 비현실적으로 다리를 구부리게 함으로써 반월형 속에 들어가 있다. 이 커다란 신의 모습은 신의 위대함을 표시하는 것에 지나지 않는다. 또한 정면성(正面性)의 법칙(法則)도 그 특색이다. 로마네스크의 조각상에서는 신·그리스도·성모 등 신앙의 주대상(主對象)은 반드시 정면을 향하게 표현되어 있다. 이러한 상(像)들은 대부분 반부조(半浮彫) 또는 고부조(高浮彫) 수법으로 제작되고, 옥내(屋內)의 것은 대부분 채색되어 있다.

### 유럽
노르망디나 영국에서는 인상(人像)보다 기하학적 무늬가 꽈배기 무늬의 부조(浮彫)가 주두의 모티프로 채택되는 경우가 많아 여기서는 그림 해설 기능보다는 오히려 장식으로서의 기능이 강하다. 켈트 예술의 전통이 강하다는 것을 나타내는 것이라고 하겠다. 아를에서 에스파냐에 걸쳐서 고전적 전통이 강하였으나, 12세기에 들어 콘포스테라의 <영광의 현관>이나 레온의 성(聖)인드로 사원의 팀펀 등에서, 중부 프랑스로부터 유래한 영향과, 지역성이 교묘히 융합된 풍성한 로마네스크 조각의 결실을 찾아볼 수 있다. 환조(丸彫)로 된 단독상(單獨像)은 많지 않으나 북 프랑스, 라인 연안, 스칸디나비아 등을 중심으로 채색목각(彩色木刻)의 성모자상과 십자가에 못박힌 그리스도의 상이 만들어졌다. 일정한 형식의 지배는 받지 않으나 소재가 가지는 길이의 특성을 살린 것이 많다. 표현 형식은 아직 소박한 것이나 신앙 대상으로서의 정신성이 중시되고 있다.

## 로마네스크의 회화
로마네스크의 건축 대부분은 내부를 벽화로 장식하고 있으나 오늘날 남아 있는 것은 조각만큼 많지는 못하다. 기술적으로는 프레스코·템페라·데트랑트 등이 경우에 따라 구분되어 사용되고 있다. 그 표현 방법은 조각의 경우만큼은 건축 부분의 형체 기능에 제약을 받지 않고 있다. 벽면에서는 배경의 배색에 의해 다소의 순응성을 획득할 수 있기 때문이다. 그러나 주제는 전체와의 조화를 꾀하여 신장(伸張)·단축·왜곡(歪曲) 등의 변형이 가해져 있다. 생 사방(프랑스, 푸아투 지방) 수도원 성당의 벽면군(壁面群)은 구약성서, 사도전(使徒傳)·묵시록·성자전을 연속된 구도로 취급한, 가장 웅장한 유례(類例)이다. 이 밖에 타반·피크 등, 루아르강 유역에는 교의(敎義)의 도해(圖解)를 카롤링거 왕조의 전통에 바탕을 두고 독자적 양식으로 그린 것이 남아 있다. 이 회화에서는 공간감은 인정되나 전대(前代)에서 보였던 사실적인 3차원성은 상실되어 있다. 색의 종류는 많지 않으나 색채의 병치효과(倂置效果)에 의해 관념적인 입체감으로서 포착된 형체가 중심이다. 사물의 모양과 실재감보다 형체의 배합이나 구도에 의해 창출(創出)되는 화면의 설화성(說話性), 또는 정신적인 설득력이 표현의 주목적이었다. 한편 카탈로니아·부르고뉴 지방의 중남부 프랑스나, 에스파냐에 걸쳐서는 클뤼니 수도원계(系)의 것 가운데서 비잔틴 미술의 영향을 발견할 수 있다. 양식화된 형체나 강한 색채 효과를 구하는 작품군(作品群)이 있어, 조각적이고 풍부한 살붙임을 나타내는 윤곽선이나 고전적이고 정형화(定形化)된 구도법의 채택은 루아르 지방의 것과 대조를 이룬다. 타플의 성(聖)클레멘테 사원, 벨제 라 빌의 예배당, 오베르의 르 퓌이 사원의 벽화 등이 그러한 예에 해당된다. 독일 지방도 라인 연안을 중심으로, 카롤링거 왕조의 전통을 더욱 발전시키고 있었다.

## 로마네스크의 장식사본
장식사본은 이 시대에 대단한 수량이 제작되어 현재도 양호한 상태의 것이 보존되어 있다. 이 소미술(小美術)은 라인·도나우 두 강의 유역과 그 영향을 받은 동 프랑스가 하나의 중심지가 되었다. 세련된 양식에 정신성을 추구한 라이헤나우파(派)와 이에 비잔틴 양식을 가미한 페히테르나하파는 그 주된 유파(流派)이다. 영국의 윈체스터 수도원을 중심으로 한 일파도 아일랜드－켈트의 복잡한 선적(線的) 구성과 대륙에 발달한 고대풍(古代風)의 표현을 융합시킨 독특한 사본예술(寫本藝術)을 만들어냈다. 유려한 선 묘사와 활기 있는 채색에 특색이 있다. 에스파냐의 <모르간의 베아투스>(뉴욕 모르간 도서관 소장)로 대표되는 일련의 묵시록 주석서(默示錄註釋書)들도 특히 그 배색(配色)에 특이한 화풍을 보여주고 있다. 이러한 성전의 장식은 신의 집인 교회를 장식하는 것과 같은 가치를 가지며 장식승(裝飾僧)은 '빛을 주는 자'라고 불리었다. 각 유파의 표현 중에 공통적인 경향은 일체의 세부(細部)를 생략하고 형체의 본질을 나타내는 추상적 선에 의해 묘사된 사물의 모양과 테오필스의 <제기예론(諸技藝論)> 제1권에 기술되어 있는 것같이 각 부분에 관해 일정한 채색 원리(彩色原理)에 따라서 행해지는 착색법인 것이다. 이러한 무기적(無機的)인 표현 수단은 화공의 풍부한 창조력에 의해 화면상에 구성되어, 실재감이 강한 초현실의 세계, 신의 이야기를 강력하게 창출하고 있다. 장식사본의 표현 방법이 벽화나 조각에 끼친 영향은 적지 않다.

## 로마네스크의 공예
로마네스크 미술은 공예면에서는 특히 금공(金工)과 칠보(七寶)에서 장족의 발전을 엿볼 수가 있다. 금공에서는 마스강(Mass 江)의 계곡을 따라서 일어난 모잔파(派)의 활약이 뚜렷한 것이다. 금은상감(金銀象嵌)·보석·색유리 등을 금단조(金緞造)의 성적상자(聖蹟箱子)나, 십자가·성기(聖器)에 뛰어난 작품이 많으며, 12세기에는 명공(名工) 니콜라 드 베르단을 탄생시켰다. 프랑스의 리모지는 금공과 동시에 칠보공예의 중심지였다. 윤곽선을 남기고 판(彫) 금속판(金屬板)의 요부(凹部)에 불투명하게 만든 색유리를 녹여 넣은 독특한 기법(에마이유 샨루베라고 불리는)을 채택하여, 금속이 그리는 선과 윤곽선에 의해 둘러싸인 색면(色面)이 강하게 대비를 이룬 가운데 소재가 지닌 아름다움을 충분히 발휘하고 있다. 상아판(象牙板)의 부조(浮彫)도 전 시대에 이어 많이 제작되어, 조각에도 적지 않은 영향을 주었다.

## 참조
- 이 문서에는 다음커뮤니케이션(현 카카오)에서 GFDL 또는 CC-SA 라이선스로 배포한 글로벌 세계대백과사전의 내용을 기초로 작성된 글이 포함되어 있습니다.